# Homagama
Homagama är en ort i Sri Lanka.   Den ligger i provinsen Västprovinsen, i den sydvästra delen av landet, 20 km sydost om huvudstaden Colombo. Homagama ligger 37 meter över havet och antalet invånare är 34 664.
Terrängen runt Homagama är platt. Runt Homagama är det tätbefolkat, med 493 invånare per kvadratkilometer. Närmaste större samhälle är Colombo, 19,6 km nordväst om Homagama. Omgivningarna runt Homagama är en mosaik av jordbruksmark och naturlig växtlighet.